# Polish Open
Il Polish Open, conosciuto anche come Kozerki Open, è un torneo professionistico di tennis maschile e femminile che ha fatto parte dell'ITF Women's World Tennis Tour e dell'ATP Challenger Tour, mentre dal 2023 fa parte della categoria WTA 125. Si gioca annualmente dal 2019 all'Akademia Tenisowa Tenis di Kozerki, frazione del comune di Grodzisk Mazowiecki, in Polonia. Il torneo femminile nell'edizione del 2024 si è spostato sui campi in cemento del Legia Tenis & Golf di Varsavia.

## Storia
Il torneo viene inaugurato nel 2019 come evento dell'ITF Women's World Tennis Tour femminile nella categoria W25 con un montepremi di 25.000 $. Non viene disputato nel 2020 e viene ripristinato nel 2021 con un altro torneo femminile ITF, ma della categoria W60 con un montepremi di 60.000 $. Nel 2022 viene aggiunto il torneo maschile, facente parte della categoria Challenger 90 con un montepremi di 67.960 €, mentre il torneo femminile passa alla categoria W100 con 100.000 $ di montepremi e prende il nome Polish Open. Per quella edizione si gioca al nuovo Centro nazionale training dell'Associazione tennis polacca di Kozerki, cambiando superficie dalla terra rossa al cemento.
Nel 2023 il torneo femminile entra a far parte della categoria WTA 125 con montepremi da 115.000 $; il torneo maschile mantiene il nome "Kozerki Open" e passa alla categoria Challenger 100, con un montepremi di 118.000 €. 
Nel 2024 a causa del fitto calendario WTA e della vicinanza temporale con i giochi olimpici di Parigi, il torneo sostituisce il WTA Poland Open, spostandosi nella sua sede, sui campi in cemento del Legia Tenis & Golf di Varsavia.

## Albo d'oro

### Singolare maschile
| Anno | Campione           | Finalista       | Punteggio     |
| ---- | ------------------ | --------------- | ------------- |
| 2025 | Kamil Majchrzak    | Dino Prižmić    | 6–4, 6–3      |
| 2024 | Marc-Andrea Hüsler | Vít Kopřiva     | 6–1, 6–4      |
| 2023 | Jesper de Jong     | Benjamin Hassan | 6–3, 6–3      |
| 2022 | Tomáš Macháč       | Zhang Zhizhen   | 1–6, 6–3, 6–2 |

### Doppio maschile
| Anno | Campioni                      | Finalisti                                   | Punteggio            |
| ---- | ----------------------------- | ------------------------------------------- | -------------------- |
| 2025 | Thijmen Loof Arthur Reymond   | Nam Ji-sung Takeru Yuzuki                   | 6–4, 6(3)–7, [16–14] |
| 2024 | Charles Broom David Stevenson | Daniel Cukierman Johannes Ingildsen         | 6–3, 7–6(3)          |
| 2023 | Théo Arribagé Luca Sanchez    | Anirudh Chandrasekar Vijay Sundar Prashanth | 6–4, 6–4             |
| 2022 | Robin Haase Philipp Oswald    | Hugo Nys Fabien Reboul                      | 6–3, 6–4             |

### Singolare femminile
| Anno | Categoria                             | Campionessa                           | Finalista                             | Punteggio                             |
| ---- | ------------------------------------- | ------------------------------------- | ------------------------------------- | ------------------------------------- |
| 2019 | ITF $25,000                           | Maja Chwalińska                       | Dejana Radanović                      | 7–6(5), 6–4                           |
| 2020 | Annullato per pandemia di Coronavirus | Annullato per pandemia di Coronavirus | Annullato per pandemia di Coronavirus | Annullato per pandemia di Coronavirus |
| 2021 | ITF $60,000                           | Ekaterine Gorgodze                    | Chloé Paquet                          | 7–6(7), 0–6, 6–4                      |
| 2022 | ITF $100,000                          | Kateřina Siniaková (1)                | Magda Linette                         | 6–4, 6–1                              |
| 2023 | WTA 125                               | Dajana Jastrems'ka                    | Greet Minnen                          | 2–6, 6–1, 6–3                         |
| 2024 | WTA 125                               | Alycia Parks                          | Maya Joint                            | 4–6, 6–3, 6–3                         |
| 2025 | WTA 125                               | Kateřina Siniaková (2)                | Viktorija Golubic                     | 6-1, 6-2                              |

### Doppio femminile
| Anno | Categoria                             | Campionesse                             | Finaliste                             | Punteggio                             |
| ---- | ------------------------------------- | --------------------------------------- | ------------------------------------- | ------------------------------------- |
| 2019 | ITF $25,000                           | Ania Hertel Anastasyja Šošjna           | Ulrikke Eikeri Isabella Šinikova      | 6(6)–7, 6–2, [10–4]                   |
| 2020 | Annullato per pandemia di Coronavirus | Annullato per pandemia di Coronavirus   | Annullato per pandemia di Coronavirus | Annullato per pandemia di Coronavirus |
| 2021 | ITF $60,000                           | Bárbara Gatica Rebeca Pereira           | Jang Su-jeong Lee Ya-hsuan            | 6–3, 6–1                              |
| 2022 | ITF $100,000                          | Alicia Barnett Olivia Nicholls          | Vivian Heisen Katarzyna Kawa          | 6–1, 7–6(3)                           |
| 2023 | WTA 125                               | Katarzyna Kawa Elixane Lechemia         | Naiktha Bains Maia Lumsden            | 6–3, 6–4                              |
| 2024 | WTA 125                               | Weronika Falkowska (1) Martyna Kubka    | Céline Naef Nina Stojanović           | 6–4, 7–6(5)                           |
| 2025 | WTA 125                               | Weronika Falkowska (2) Dominika Šalková | Isabelle Haverlag Martyna Kubka       | 6-2, 6-1                              |